# Soze
Soze – wieś w Słowenii, w gminie Ilirska Bistrica. W 2018 roku liczyła 36 mieszkańców.